# Château de Najima
Le château de Najima (名島城, Najima-jō) était un château situé à 50 m au-dessus du niveau de la mer dans la baie de Hakata à Fukuoka, préfecture de Fukuoka au Japon. Il n'en reste aujourd'hui que des ruines.

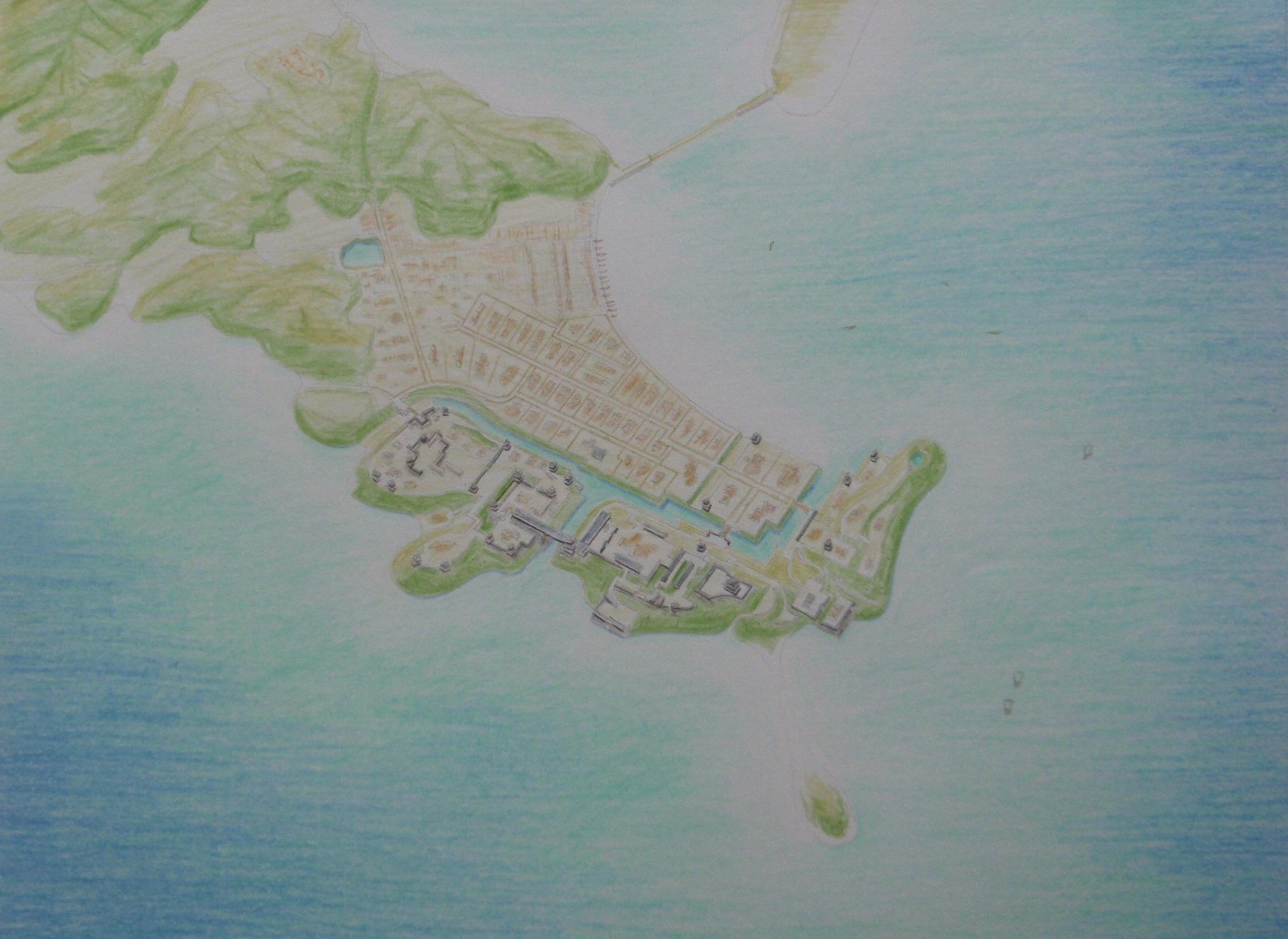
A reconstruction drawing of Najima Castle, oblique view from the north-west, as it may have appeared in the late 16th century.